# Kapiri Mposhi
Kapiri Mposhi es una ciudad situada en la provincia Central, Zambia, al norte de Lusaka, en la Gran carretera del Norte  y es un importante nudo ferroviario entre la línea de ferrocarril de Zambia Railways de Kitwe a Lusaka y Livingstone y la terminal occidental (New Kapiri Mposhi) de la Autoridad Ferroviaria Tanzania-Zambia desde Dar es Salaam desde 1976. Tiene una población de 44.783 habitantes, según el censo de 2010.